# Elliott (Dakota del Nord)
Elliott és una població dels Estats Units a l'estat de Dakota del Nord. Segons el cens del 2000 tenia 44 habitants.

## Demografia
Segons el cens del 2000, Elliott tenia 44 habitants, 17 habitatges, i 10 famílies. La densitat de població era de 113,3 hab./km².
Dels 17 habitatges en un 29,4% hi vivien nens de menys de 18 anys, en un 64,7% hi vivien parelles casades, en un 0% dones solteres, i en un 35,3% no eren unitats familiars. En el 23,5% dels habitatges hi vivien persones soles el 5,9% de les quals corresponia a persones de 65 anys o més que vivien soles. El nombre mitjà de persones vivint en cada habitatge era de 2,59 i el nombre mitjà de persones que vivien en cada família era de 3,18.
Per edats la població es repartia de la següent manera: un 22,7% tenia menys de 18 anys, un 15,9% entre 18 i 24, un 25% entre 25 i 44, un 27,3% de 45 a 60 i un 9,1% 65 anys o més.
L'edat mediana era de 35 anys. Per cada 100 dones de 18 o més anys hi havia 126,7 homes.
La renda mediana per habitatge era de 40.625 $ i la renda mediana per família de 43.750 $. Els homes tenien una renda mediana de 26.250 $ mentre que les dones 0 $. La renda per capita de la població era de 15.692 $. Cap de les famílies estaven per davall del llindar de pobresa.

## Poblacions més properes
El següent diagrama mostra les poblacions més properes.